# Шельпахівська сільська рада
Шельпа́хівська сільська́ ра́да — адміністративно-територіальна одиниця та орган місцевого самоврядування у Христинівському районі Черкаської області. Адміністративний центр — село Шельпахівка.

## Загальні відомості
- Населення ради: 842 особи (станом на 2001 рік)

## Населені пункти
Сільській раді підпорядковані населені пункти:
- с. Шельпахівка

## Склад ради
Рада складається з 14 депутатів та голови.
- Голова ради: Обараз Віктор Сергійович
- Секретар ради: Дячук Людмила Анатоліївна

### Керівний склад попередніх скликань
| Прізвище, ім'я, по батькові | Основні відомості                                                                                   | Дата обрання | Дата звільнення |
| --------------------------- | --------------------------------------------------------------------------------------------------- | ------------ | --------------- |
| Обараз Віктор Сергійович    | Сільський голова, 1976 року народження, освіта середня спеціальна, член Української Народної Партії | 26.03.2006   | 31.10.2010      |
| Обараз Віктор Сергійович    | Сільський голова, 1976 року народження, освіта середня спеціальна                                   | 31.10.2010   |                 |

Примітка: таблиця складена за даними сайту Верховної Ради України

### Депутати
За результатами місцевих виборів 2010 року депутатами ради стали:

#### За суб'єктами висування
| Суб'єкт висування               | Кількість обраних депутатів | %    |
| ------------------------------- | --------------------------- | ---- |
| Самовисування                   | 7                           | 50   |
| Соціалістична партія України    | 4                           | 28,6 |
| Комуністична партія України     | 2                           | 14,3 |
| Політична партія «Наша Україна» | 1                           | 7,1  |

#### За округами
| № округу                        | Прізвище, ім'я, по батькові  | Дата визнання обраним | Освіта             | Партійна приналежність                | Відомості про обраного депутата                                 |
| ------------------------------- | ---------------------------- | --------------------- | ------------------ | ------------------------------------- | --------------------------------------------------------------- |
| Комуністична партія України     |                              |                       |                    |                                       |                                                                 |
| 5                               | Ворущак Людмила Василівна    | 01.11.2010            | вища               | член Соціалістичної партії України    | ФГ «Голден», секретар                                           |
| 12                              | Іванишин Олександр Петрович  | 01.11.2010            | середня            | позапартійний                         | м. Умань, водій                                                 |
| Політична партія «Наша Україна» |                              |                       |                    |                                       |                                                                 |
| 10                              | Страдецький Роман Вікторович | 01.11.2010            | вища               | член Політичної партії «Наша Україна» | Шельпахівська загальноосвітня школа I-III ст., вчитель історії  |
| Соціалістична партія України    |                              |                       |                    |                                       |                                                                 |
| 3                               | Швайдак Світлана Анатоліївна | 01.11.2010            | середня            | член Соціалістичної партії України    | ДНЗ «Берізка», помічник вихователя                              |
| 7                               | Смейко Ігор Віталійович      | 01.11.2010            | вища               | член Соціалістичної партії України    | ФГ «Голден», головний ветеринарний лікар                        |
| 11                              | Обараз Віра Миколаївна       | 01.11.2010            | вища               | член Соціалістичної партії України    | днз"Берізка", вихователь                                        |
| 14                              | Обараз Юлія Володимирівна    | 01.11.2010            | середня спеціальна | член Соціалістичної партії України    | Шельпахівська сільська рада, секретар                           |
| Самовисування                   |                              |                       |                    |                                       |                                                                 |
| 1                               | Миронюк Алла Василівна       | 01.11.2010            | вища               | позапартійна                          | Шельпахівська загальноосвітня школа I-III ст., вчитель біології |
| 2                               | Францева Віра Савівна        | 01.11.2010            | середня            | позапартійна                          | ФГ «Голден», бухгалтер                                          |
| 4                               | Тихонюк Дмитро Єфремович     | 01.11.2010            | середня            | член Комуністичної партії України     | ФГ «Голден», водій                                              |
| 6                               | Скалій Андрій Андрійович     | 01.11.2010            | середня спеціальна | позапартійний                         | ФГ «Голден», бригадир тракторної бригади                        |
| 8                               | Дячук Людмила Анатоліївна    | 01.11.2010            | вища               | позапартійна                          | Шельпахівськевідділення зв'язку, начальник відділення           |
| 9                               | Островська Тамара Григорівна | 01.11.2010            | вища               | член Партії регіонів                  | пенсіонер                                                       |
| 13                              | Приймак Катерина Василівна   | 01.11.2010            | середня            | позапартійна                          | ФГ «Голден», вагар                                              |